# Dorfkirche Wulkow (Neuruppin)

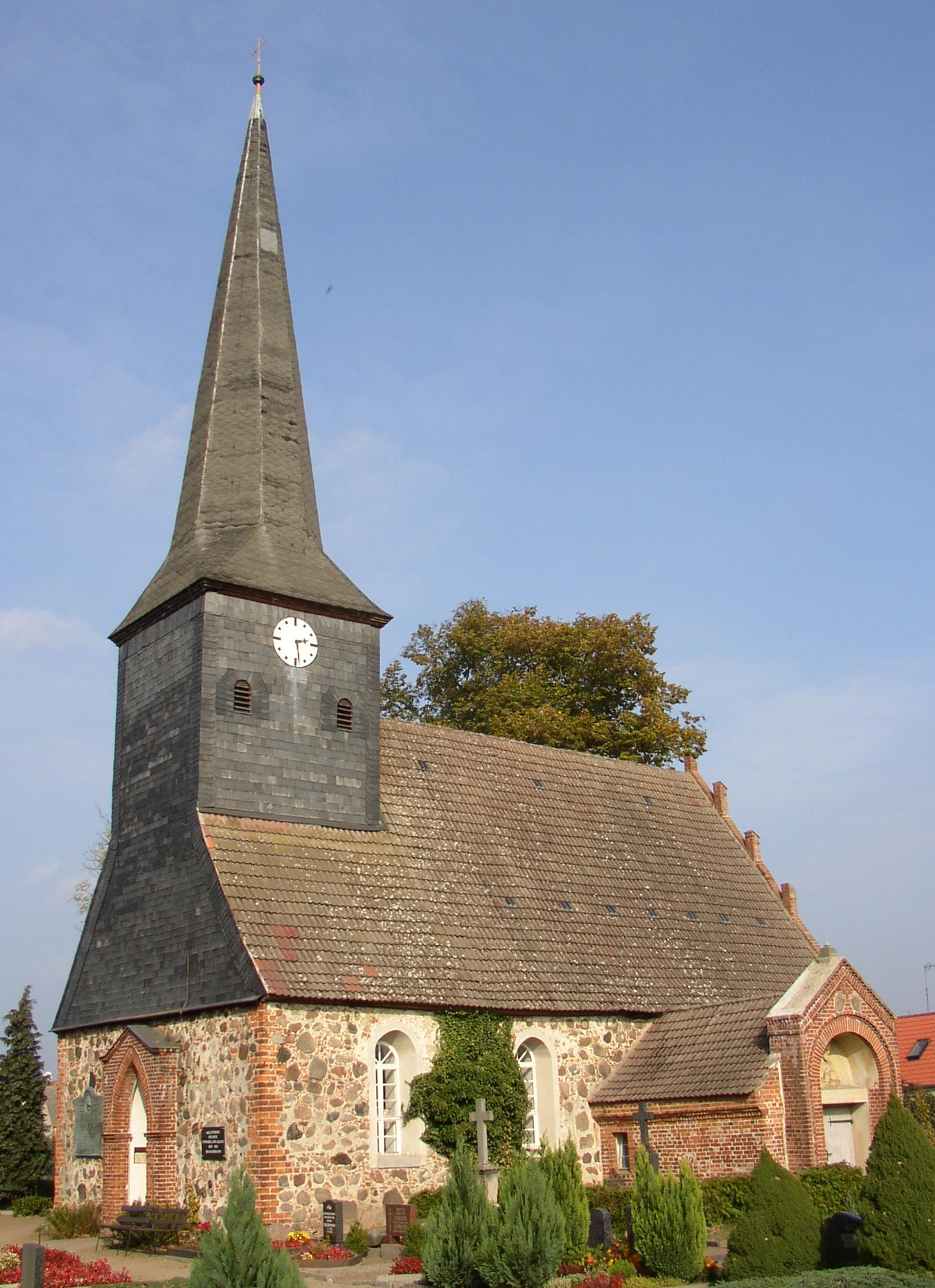
Dorfkirche in Wulkow

Die evangelische Dorfkirche Wulkow ist eine Saalkirche in Wulkow, einem Ortsteil der Stadt Neuruppin im brandenburgischen Landkreis Ostprignitz-Ruppin. Die Kirche gehört der Gesamtkirchengemeinde Wulkow im Kirchenkreis Wittstock-Ruppin der Evangelischen Kirche Berlin-Brandenburg-schlesische Oberlausitz an. Das Gebäude steht unter Denkmalschutz.

## Beschreibung
Die Kirche wurde erstmals 1541 schriftlich erwähnt und war stets eine Mutterkirche. Das Patronatsrecht wurde je zur Hälfte von Landes- und Gutsherren ausgeübt, später allein vom Gutsherrn. 
Der spätgotische Bau aus dem frühen 16. Jahrhundert steht mitten auf dem Kirchhof im Zentrum des Dorfes und dominiert den Ortskern. Das Schiff besteht aus Mischmauerwerk aus gespaltenen Feldsteinen und Ziegelbruchstücken, die Gebäudeecken und Laibungen sowie der östliche Ziergiebel sind aus Backsteinen gemauert, mit gestaffelten Flachbogenblenden und Fialen. Der Westturm ist eine Fachwerkkonstruktion mit Kreuzstreben und achtseitigem Spitzhelm. Es gab ein Portal im Westen der Nordseite und im Osten der Nordwand eine kleine flachbogige Priesterpforte. Das mittelalterliche Dachwerk ist erhalten; es handelt sich um ein Sparrendach mit angeblatteten Kehl- und Hahnenbalken, doppelt stehendem Stuhl, Steigbändern in Quer- und Kopfbändern in Längsrichtung. 
Das Innere ist flachgedeckt und geputzt, mit einer Lichtnische mit Dreiecksabschluss in der Mitte der Nordwand und einem Weihwasserbecken in Form eines ausgehöhlten Findlings in der Mitte der Südwand. Im 18. Jahrhundert wurden zwei kleine Rundbogenfenster an der Ostwand und je drei große Fenster an den Längsseiten sowie der Gruftanbau auf der Südseite geschaffen. 1850 wurde eine Schaufassade vor dem Gruftanbau der Familie von Schenkendorf errichtet. Im Tympanon der rundbogigen Portalnische befindet sich ein Relief des segnenden Christus und im Giebelfeld Wappenschmuck; damals wurde auch das neugotische Westportal in einem kleinen Vorbau aus Ziegeln mit originaler Tür erbaut. 
Der Turm und der Westgiebel sind verschiefert. Im Jahr 1952 wurde der Gruftanbau zur Leichenhalle umgestaltet. 1961 wurde das Kircheninnere renoviert. Der Kirchhof ist von einer Feldsteinmauer umgeben und hat einen alleeartigen Zugangsweg zum Gruftanbau, der mit kegelförmig geschnittenen Eiben eingefasst ist.

### Ausstattung
Der Kanzelaltar, der im Jahr 1709 gestiftet wurde und 1961 restauriert wurde, besteht aus einem hölzernen Aufbau mit einem polygonalen geschwungenen Kanzelkorb, der mit Akanthusschmuck unter einem Schalldeckel verziert ist. Darunter befindet sich ein Gemälde des Abendmahls, und seitlich gibt es säulenflankierte rundbogige Durchgänge zum als Sakristei abgetrennten Ostteil des Kirchenraumes. Die reichen Gebälke werden von Flammenvasen und den Figuren Petrus und Paulus gekrönt.
Die Taufe, die um 1709 entstand und 1961 restauriert wurde, ist aus Holz gefertigt und hat eine sechseckige Form über einer Mittelstütze. Auf den Feldern sind Gemälde von Christus, den vier Evangelisten und Melanchthon zu sehen.
Die Orgel ist neugotisch und stammt aus dem 19. Jahrhundert. Die Empore, die um 1709 entstand, ist dreiseitig über abgefasten Holzstützen angeordnet. An den Brüstungen befindet sich ein Bilderzyklus mit vierzehn Ölbildern mit Darstellungen aus Genesis (Südseite) und dem Leben Christi (Nordseite). Das Gestühl stammt aus dem 18. Jahrhundert und ist sowohl im Schiff als auch auf den Emporen vollständig erhalten.
Das Epitaph eines Adligen, der im Jahr 1743 verstorben ist, befindet sich an der Südwand und besteht aus einer barocken Inschrifttafel mit reicher Rahmung. Darüber ist ein Rundbild der Auferstehung Christi zu sehen. Das Totenschild des Heinrich Wilhelm Pauli, der im Jahr 1789 verstorben ist, hängt an der Nordwand und ist aus Zinn auf Holz gefertigt. Unten befindet sich eine Rocaille mit einer Engelsgestalt, seitlich flankieren zwei hölzerne Wappenschilde. Bekanntester Kirchenpatron war der spätere Fürst Philipp zu Eulenburg, der zuerst in Wulkow lebte und später auf Schloss Liebenberg.